# Anto Drobnjak
Anto Drobnjak (Bijelo Polje, Montenegro, 21 de setembre de 1968) és un futbolista montenegrí. Va disputar 6 partits amb la selecció de Sèrbia i Montenegro.

## Estadístiques
| Selecció de Sèrbia i Montenegro | Selecció de Sèrbia i Montenegro | Selecció de Sèrbia i Montenegro |
| Anys                            | Partits                         | Gols                            |
| ------------------------------- | ------------------------------- | ------------------------------- |
| 1996                            | 1                               | 0                               |
| 1997                            | 2                               | 1                               |
| 1998                            | 3                               | 1                               |
| Total                           | 6                               | 2                               |